# Steven Pelé
Pour les articles homonymes, voir Pelé (homonymie).
Steven Pelé, né le 28 août 1981 à Brou-sur-Chantereine, est un footballeur français évoluant au poste de défenseur central.

## Biographie
Steven Pelé est préformé à l'INF Clairefontaine, avec Habib Bamogo et Lionel Mathis. 
En 2010, avant de signer à Cluj, Steven effectuera également un essai à Sunderland et à Norwich City. Il est sans club depuis son départ du CFR Cluj en décembre 2012. En janvier 2013, il effectue un nouvel essai infructueux à Vannes. Il rejoint finalement le club à l'été 2013 où il signe un contrat pour deux saisons après avoir joué de février à juin 2013 au Pontet.
Il est le frère ainé de Yohann Pelé, footballeur à l'Olympique de Marseille.
En mai 2016, il devient entraîneur du FC Séné qui évolue en DSR.

## Palmarès
- Vainqueur du Championnat d'Europe des moins de 19 ans 2000